# Reprezentacja Brazylii w koszykówce mężczyzn
Reprezentacja Brazylii w koszykówce mężczyzn reprezentuje Brazylię w rozgrywkach międzynarodowych. Drużynę kontroluje Brazylijski Związek Koszykówki. Od 1935 należy do FIBA. Obecnie jest na 9 miejscu w Rankingu FIBA.

## Sukcesy
Igrzyska olimpijskie
- 1948, 1960, 1964

Mistrzostwa Świata
- 1959, 1963
- 1954, 1970
- 1967, 1978

Mistrzostwa Ameryki
- 1984, 1988, 2005, 2009
- 2001, 2011
- 1989, 1992, 1995, 1997

Igrzyska panamerykańskie
- 1971, 1987, 1999, 2003, 2007
- 1963, 1983
- 1951, 1955, 1959, 1975, 1979, 1995